# Parti du peuple d'abord (Îles Salomon)
Pour les articles homonymes, voir Parti du peuple d'abord.
Le Parti du peuple d'abord (en anglais : People First Party abrégé PFP) est un parti politique salomonais fondé en 2014 par Jimmie Rodgers. 
Il détient actuellement un siège au Parlement national des Îles Salomon avec Chachabule Rebi Amoi de la circonscription de Marovo.

## Résultats électoraux

### Élections législatives
| Année | Voix   | %    | Élus   | Rang |
| ----- | ------ | ---- | ------ | ---- |
| 2014  | 11 601 | 4,51 | 1 / 50 | 4e   |
| 2019  | 11 419 | 3,69 | 1 / 50 | 7e   |